# Halimium ocymoides
Halimium ocymoides är en solvändeväxtart som först beskrevs av Jean-Baptiste de Lamarck, och fick sitt nu gällande namn av Heinrich Moritz Willkomm. Halimium ocymoides ingår i släktet Halimium och familjen solvändeväxter. Inga underarter finns listade i Catalogue of Life.

## Bildgalleri

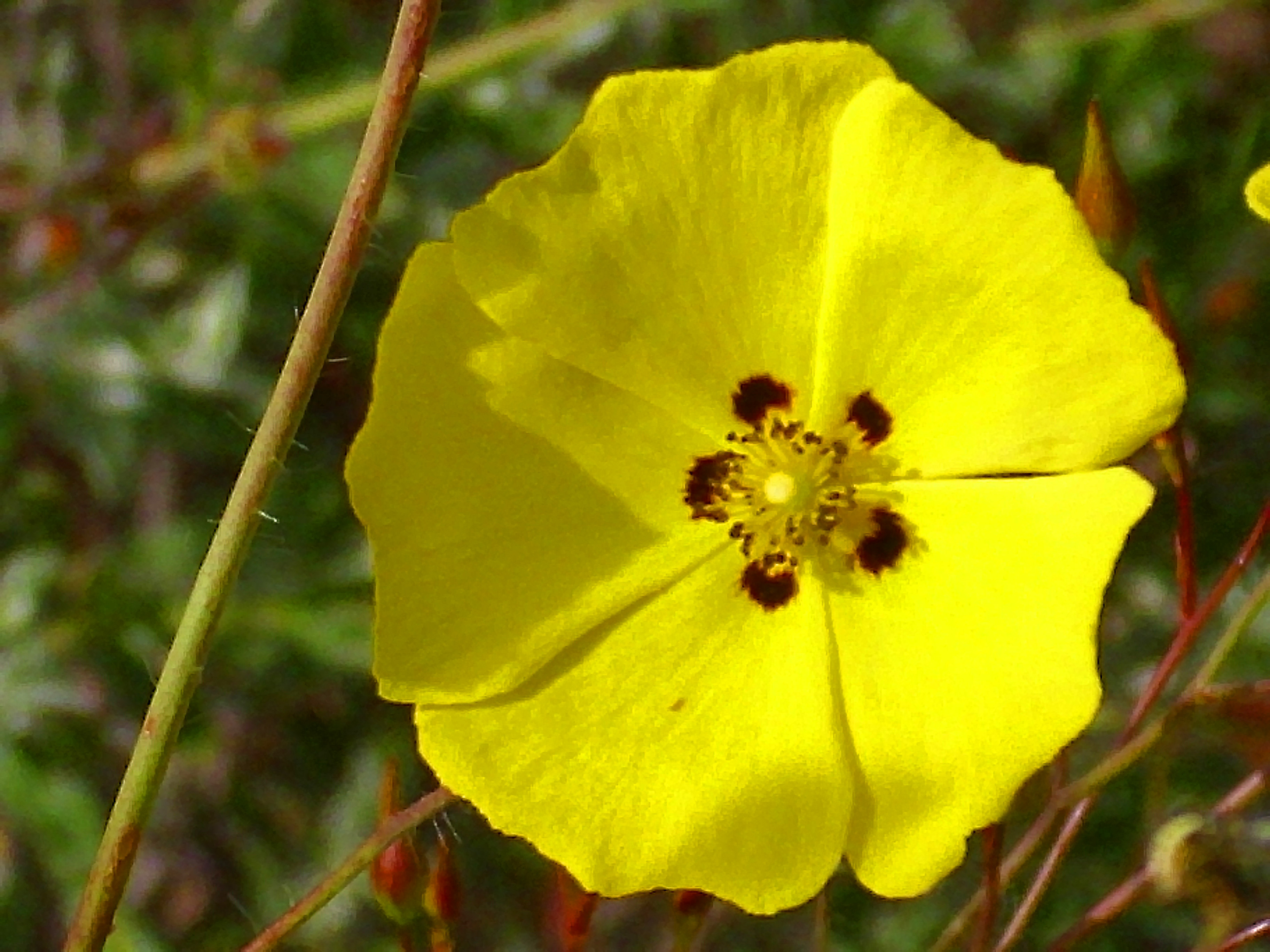
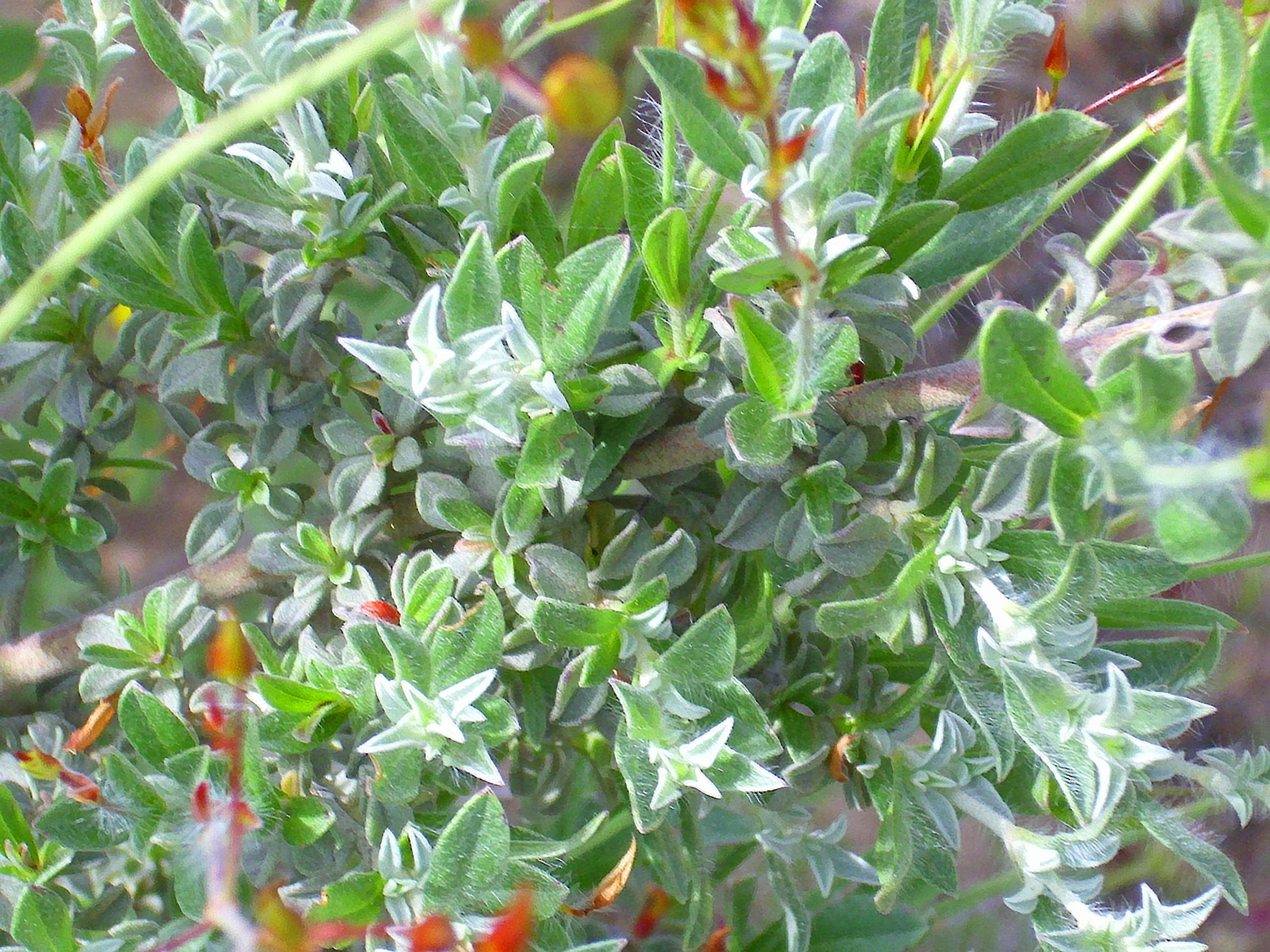
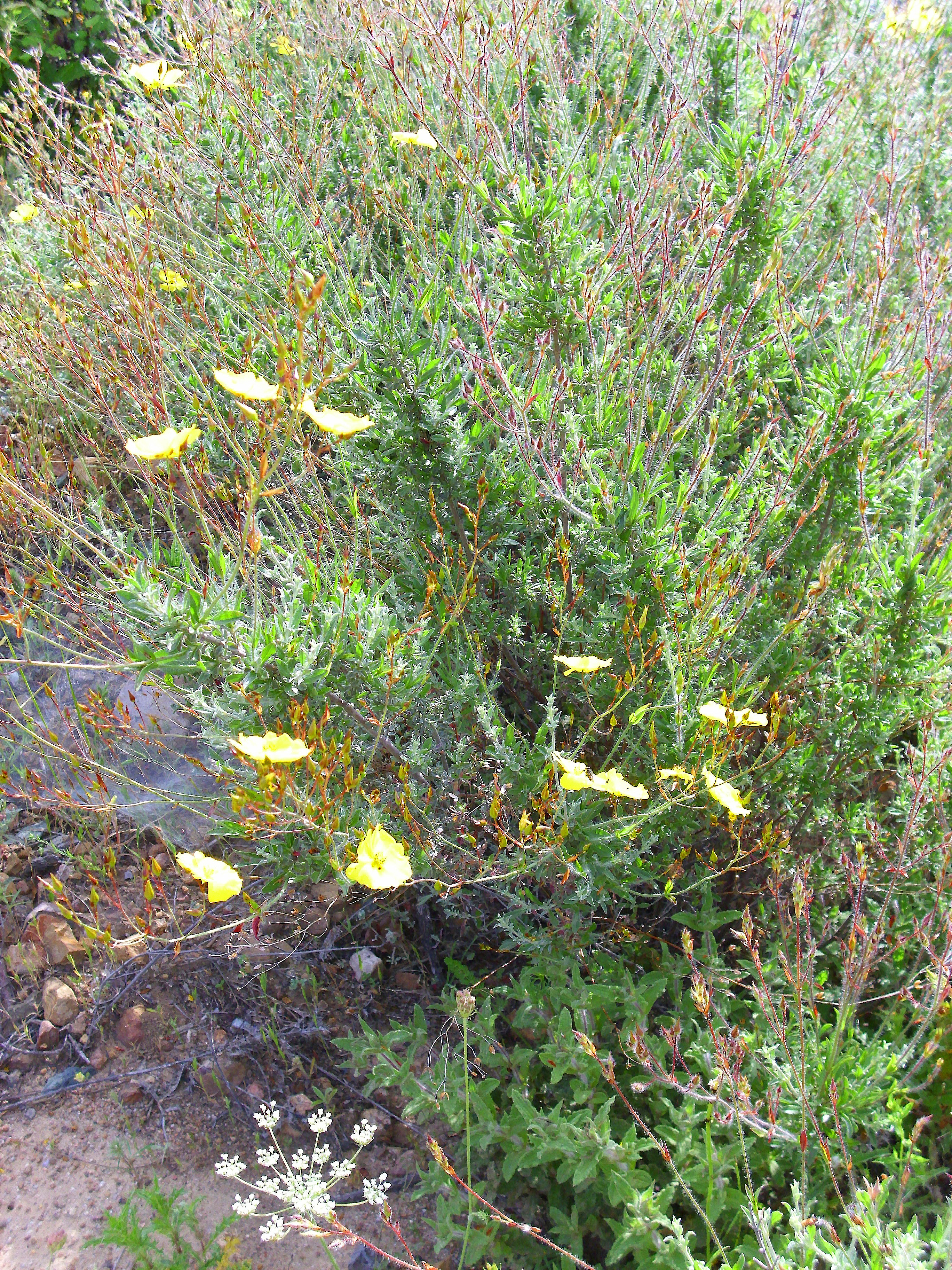
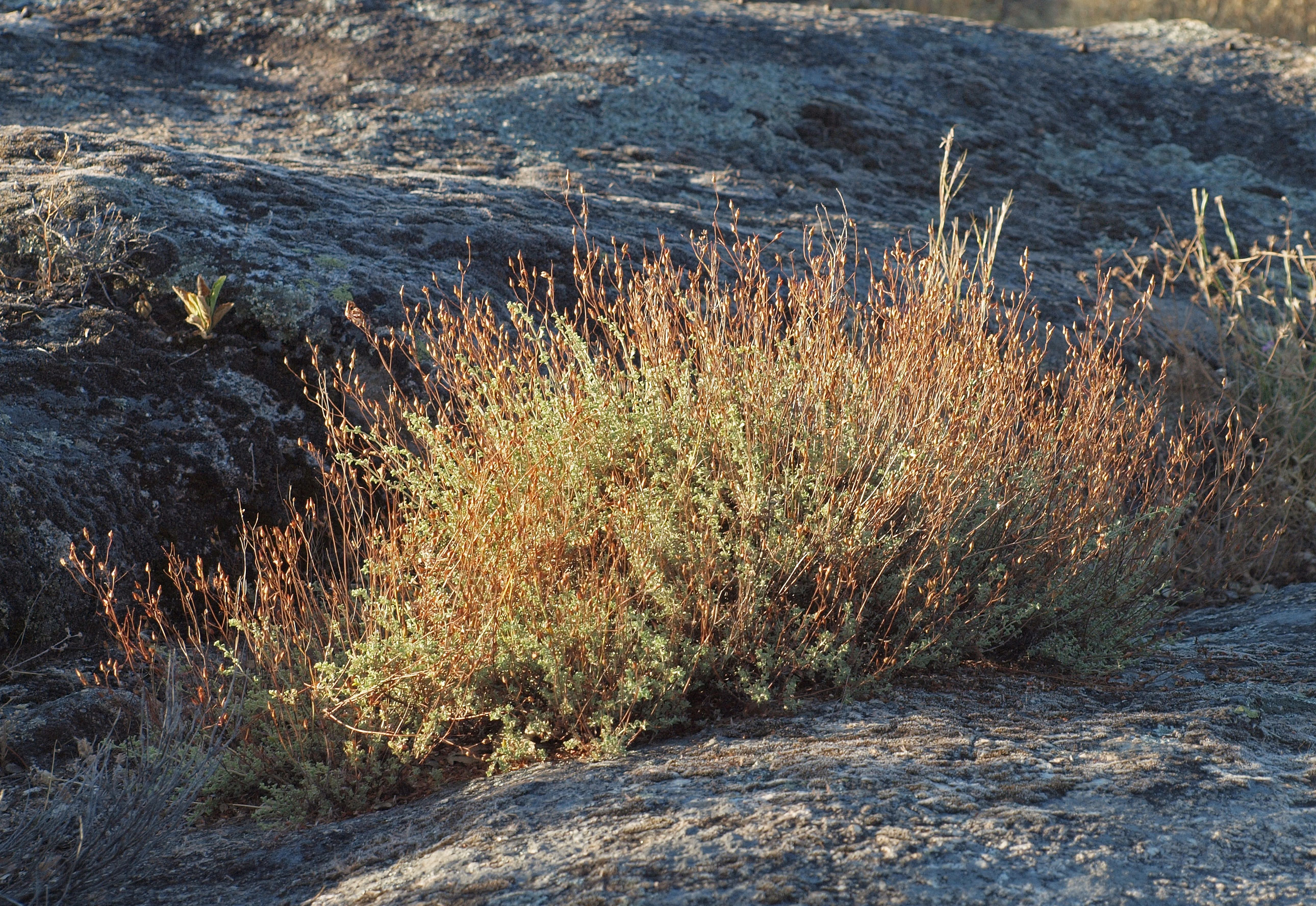